# Parlamentswahl in Estland 1932

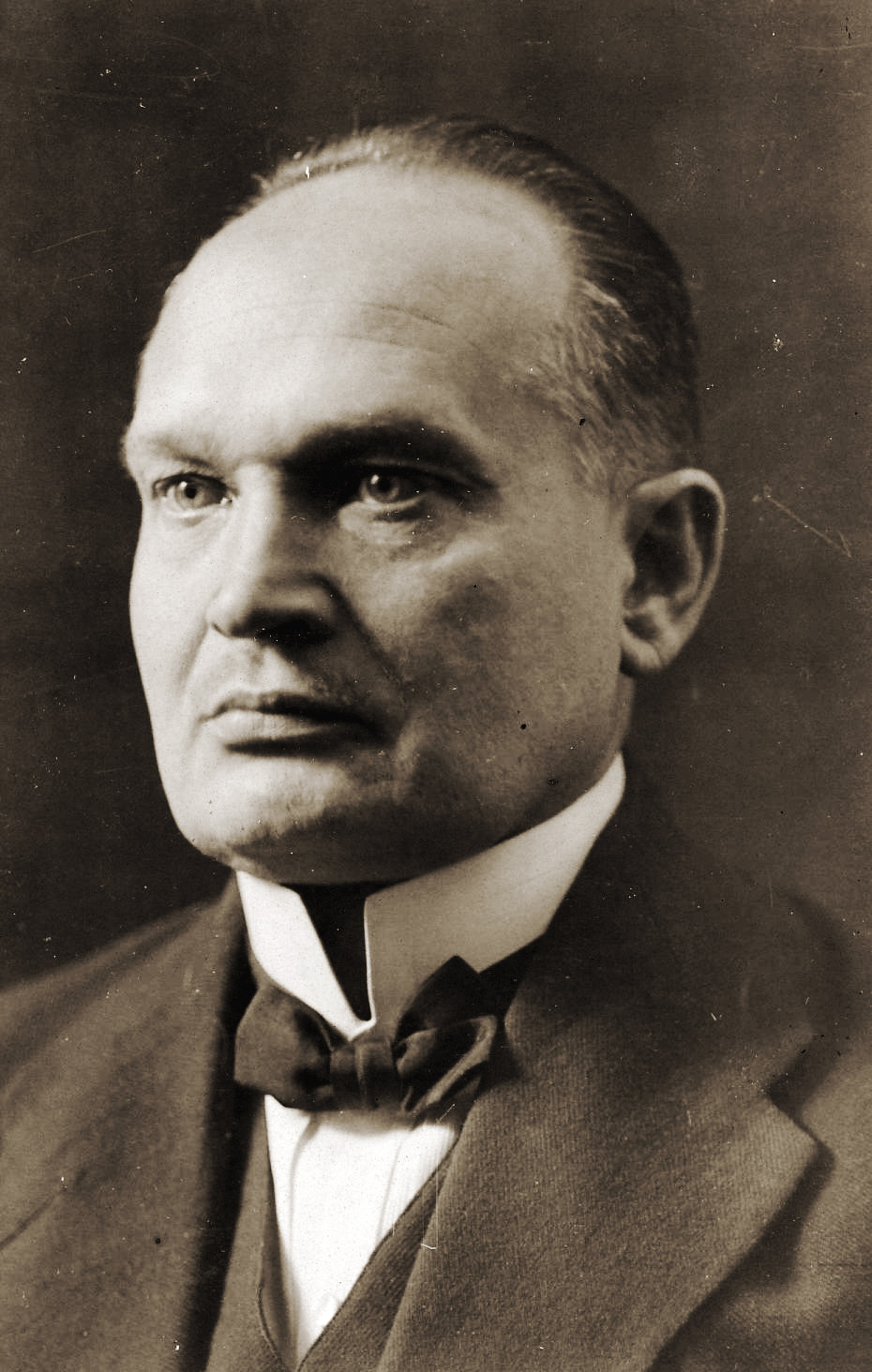
Der Wahlgewinner, Konstantin Päts von der Partei der vereinigten Landwirte (Ühinenud Põllumeeste Erakond)

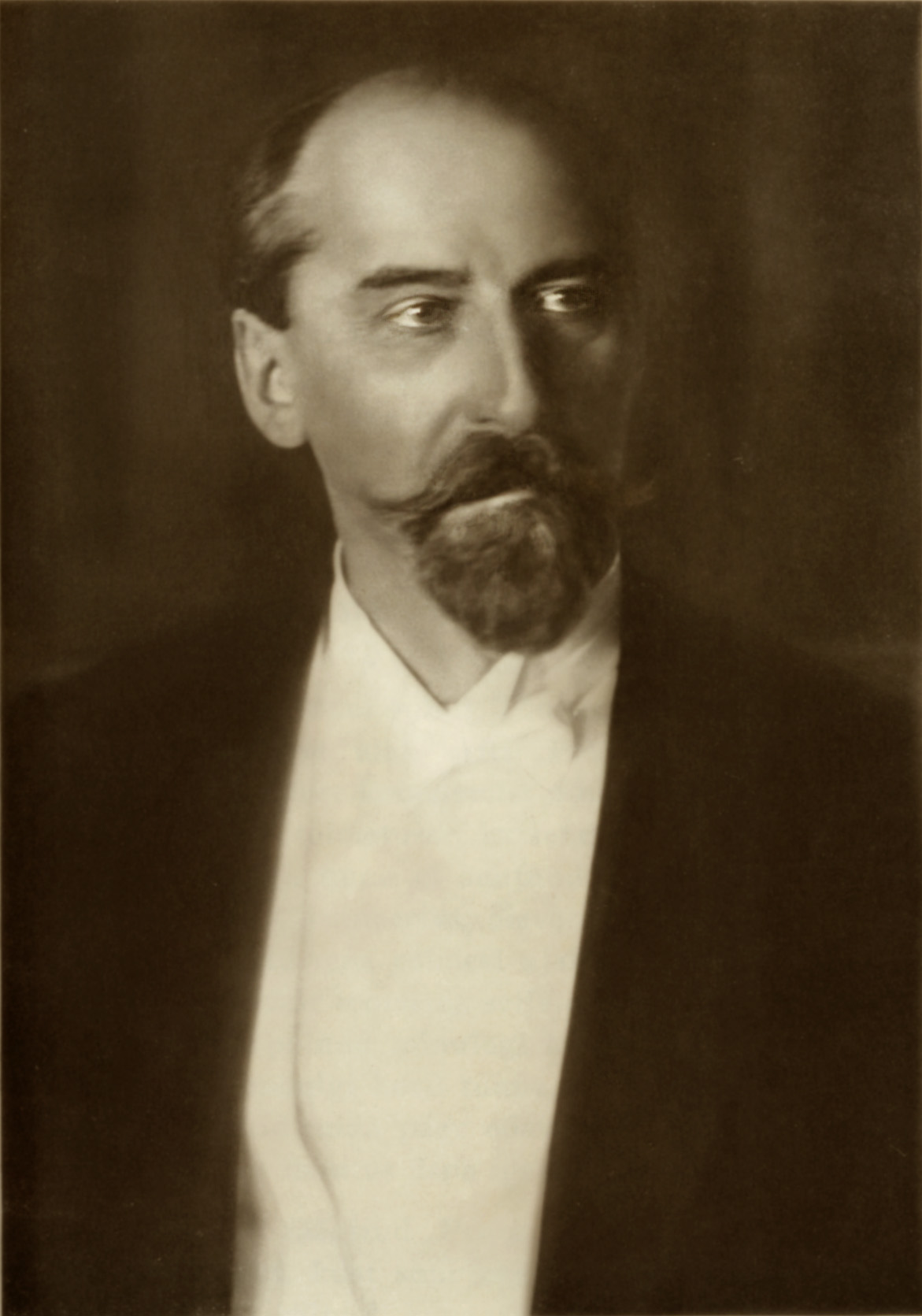
Jaan Tõnisson, der Führer der Nationalen Zentrumspartei (Rahvuslik Keskerakond)

Die estnische Parlamentswahl 1932 fand vom 21. bis 23. Mai statt. Es waren die Wahlen zur fünften Legislaturperiode des estnischen Parlaments (Riigikogu) nach Verabschiedung der estnischen Verfassung von 1920.

## Wahltermin
Die Auseinandersetzungen im Wahlkampf standen ganz im Zeichen der Weltwirtschaftskrise, die im November 1929 begonnen und seit Anfang der 1930er Jahre schwere Auswirkungen auf Estland hatte. Sinkende Exportpreise für estnische Agrar- und Industrieprodukte, hohe Arbeitslosigkeit, Währungsturbulenzen der estnischen Krone und soziale Verteilungskämpfe waren die Folge.

## Konsolidierung der Parteienlandschaft
Vor der Parlamentswahl vom Mai 1932, am Ende der vierten Legislaturperiode des Parlaments, kam es aufgrund der Wirtschaftskrise zu einer Konsolidierung des estnischen Parteiensystems und einer Bündelung der Parteienkräfte:
- Am 29. Oktober 1931 fusionierten die Estnische Volkspartei (Eesti Rahvaerakond) und die Christliche Volkspartei (Kristlik Rahvaerakond).[1]

- Am 29. Januar 1932 vereinigte sich die Partei mit der Estnischen Arbeitspartei (Eesti Tööerakond) zur Nationalen Zentrumspartei (Rahvuslik Keskerakond). Ihr schloss sich am 5. Februar auch die Fraktion der „Hauseigentümer, Kaufleute, Industrielle und andere Unterstützer des Privateigentums“ (Majaomanikud, kaupmehed, töösturid ja teised eraomandust pooldajad) an.[2]

- Am 26. Januar 1932 kam es zur Vereinigung der beiden Fraktionen des „Bunds der Landwirte“ (Põllumeeste Kogud) und der Vereinigung der „Siedler, Kleinbauern und Staatspächter“ (Asunikkude, Väikepõllupidajate ja Riigirentnikkude Koondus – AVRK). Beide Parteien repräsentierten das agrarisch orientierte Parteienspektrum. Der offizielle Parteizusammenschluss wurde auf einem Vereinigungskongress am 29. Februar 1932 beschlossen. Es war allerdings ein Vereinigungsprojekt der Parteispitzen. Der Zusammenschluss brach ein Jahr nach der Parlamentswahl, am 18. Mai 1933, wieder auseinander. Die Basis der AVRK bestand vornehmlich aus Kleinbauern auf dem Land, die von der Wirtschaftskrise am stärksten betroffen waren. Der Streit um die richtige Politik in der Krise heizte die Spannungen mit der städtischen oder großbäuerlichen Anhängerschaft des „Bunds der Landwirte“ an.

## Wahlverfahren und -verlauf
Die 100 Abgeordneten wurden nach dem Grundsatz der Verhältniswahl für eine Legislaturperiode von drei Jahren gewählt. Die Parteien stellten für die Wahl Listen für die zehn Wahlkreise auf. Dieselben Kandidaten konnten in mehreren Wahlkreisen kandidieren. Die Sitzzuteilung erfolgte nach dem D’Hondt-Verfahren.
Bei der Parlamentswahl 1932 stellten sich neun Parteien und Gruppierungen zur Wahl. Sechs schafften den Sprung über die Zwei-Prozent-Hürde.

## Wahlergebnis
Großer Wahlgewinner war der Zusammenschluss der beiden konservativ-agrarisch orientierten Parteien. Die gemeinsame Fraktion brach allerdings ein Jahr nach der Wahl an unüberbrückbaren Streitigkeiten der verschiedenen Flügel wieder auseinander.
Mit weitem Abstand folgten die Nationale Zentrumspartei (Rahvuslik Keskerakond) und die sozialdemokratische Estnische Sozialistische Arbeiterpartei (Eesti Sotsialistlik Tööliste Partei).
Daneben waren im Parlament als Kleinparteien eine kommunistische Tarnorganisation und die nationalen Minderheiten der Deutschbalten, Estlandschweden und Russen vertreten.

## Amtliches Endergebnis
- Anzahl der Wahlberechtigten: 737.930 (ohne Armeeangehörige)
- Anzahl der Wahlberechtigten: 747.528 (mit Armeeangehörigen)
- Wahlbeteiligung: 495.313 (67,1 %) und 8.587 Armeeangehörige
- Wahlbeteiligung mit Armeeangehörigen: 67,4 %
- Ungültige Stimmen (einschl. Armeeangehörige): 3.388 (0,7 %)
- Gültige Stimmen (einschl. Armeeangehörige): 500.512 (99,3 %)

### Im Parlament vertretene Parteien
| Partei | Partei                                                                               | deutscher Name                                                                                       | politische Orientierung                            | % (Wahl 1932) | Sitze V. Riigikogu (Wahl 1932) | % (Wahl 1929) | Sitze IV. Riigikogu (Wahl 1929) |
| ------ | ------------------------------------------------------------------------------------ | --- | -------------------------------------------------- | ------------- | ------------------------------ | ------------- | ------------------------------- |
|        | Ühinenud Põllumeeste Erakond                                                         | Partei der vereinigten Landwirte                                                                     | konservativ-agrarisch                              | 39,8 %        | 42                             | 36,8 %        | 38                              |
|        | Rahvuslik Keskerakond                                                                | Nationale Zentrumspartei                                                                             | Mitte-rechts                                       | 22,1 %        | 23                             | 26,1 %        | 26                              |
|        | Eesti Sotsialistlik Tööliste Partei                                                  | Estnische Sozialistische Arbeiterpartei                                                              | sozialdemokratisch                                 | 21,0 %        | 22                             | 24,0 %        | 25                              |
|        | Pahempoolsed töölised ja kehvikud                                                    | Linksgerichtete Arbeiter und Kleinbauern                                                             | kommunistisch                                      | 5,2 %         | 5                              | 6,2 %         | 6                               |
|        | Vene Rahvuslik Liit Eestis; Vene Pahempoolsete Sotsialistide ja Talupidajate Koondus | Russischer Nationalverband in Estland; Russische Vereinigung linksgerichteter Sozialisten und Bauern | russischsprachige Minderheit                       | 7,5 %         | 8                              | 2,5 %         | 2                               |
|        | Saksa-Rootsi valimisblokk                                                            | Deutsch-Schwedischer Wahlblock                                                                       | Deutschbaltische und estlandschwedische Minderheit | 3,1 %         | 3                              | 3,2 %         | 3                               |

### Ab 1932 nicht im Parlament vertretene Parteien
Die drei übrigen Parteien und Gruppierungen erhielten kein Abgeordnetenmandat:
- Rahvuslik Töökoondus („Nationale Arbeitsvereinigung“): 1,9 %
- Vene sotsialistlike tööliste ja talupoegade parteid („Russische Parteien der Arbeiter und Bauern“): 1,0 %
- Põllumeeste Ühing („Vereinigung der Landwirte“): 0,9 %

## Zusammentritt des Parlaments
Am 20. Juni 1932 kam der neugewählte Riigikogu zu seiner Eröffnungssitzung zusammen. Nach parlamentarischer Gepflogenheit reichte die erst im Februar 1932 ernannte bisherige Regierung unter dem Staatsältesten Jaan Teemant ihren Rücktritt ein.
Vom 20. Juni bis 19. Juli 1932 übte Karl Einbund das Amt des Parlamentspräsidenten aus. Am 19. Juli 1932 wählte das Parlament den Führer der zweitstärksten Fraktion, Jaan Tõnisson von der Nationalen Zentrumspartei, zum Parlamentspräsidenten.
Die beiden ins Parlament gewählten Parteien der russischsprachigen Minderheit (Vene Rahvusliku Liit Eestis und Vene Pahempoolsete Sotsialistide ja Talupidajate Koondus) schlossen sich unter dem Namen Vene vähemusrahvuse Riigikogu rühm („Parlamentsgruppe der russischen Minderheit“) zu einer Fraktion zusammen.

## Regierungsbildung und Krisenjahre der Republik
Das Wahlergebnis eröffnete eine für die Republik Estland im Prinzip günstige politische Konstellation mit drei großen Parteien, die alle miteinander koalitionsfähig waren. Nach den zersplitterten Parlamenten der 1920er Jahre bot der neue Riigikogu die Chance für eine stabile Regierungsarbeit. Sie wurde von den estnischen Politikern nicht genutzt.
Bei der Regierungsbildung zeigte sich schnell, dass es Estland an einer funktionierenden politischen Kompromisskultur fehlte. In der schweren Wirtschaftskrise verschärften sich die politischen und sozialen Konflikte weiter. Das ausgleichende Amt eines Staatspräsidenten sah die estnische Verfassung nicht vor. Deswegen wurden die Forderungen nach einer Revision der estnischen Verfassung immer stärker.

### Kabinett Einbund und erstes Verfassungsreferendum
Im Juli 1932 bildete Karl Einbund vom agrarisch orientierten Wahlgewinner eine Koalitionsregierung mit der Nationalen Zentrumspartei (Rahvuslik Keskerakond). Die Regierung verfügte über eine Mehrheit von 65 Stimmen im Riigikogu.
Vor der Parlamentswahl hatte der Riigikogu auf Vorschlag des „Bunds der Landwirte“ und der Estnischen Volkspartei am 23./24. März 1932 den Entwurf einer Verfassungsänderung beschlossen, die das in die Krise geratene politische System Estlands stabilisieren sollte. Er sah eine Verkleinerung des Parlaments von 100 auf 80 Abgeordnete vor. Die Legislaturperiode sollte künftig vier statt bisher drei Jahre betragen. Der Entwurf schlug auch die Schaffung des Amts eines Staatspräsidenten vor. Er sollte ein Vetorecht gegen Gesetze des Riigikogu besitzen, Notverordnungen erlassen dürfen und die Befugnis zur vorzeitigen Auflösung des Parlaments haben.
Die Verfassungsänderung war Gegenstand einer Volksabstimmung, die vom 13. bis 15. August 1932 stattfand. Sie scheiterte knapp. Nur 49,2 % der Abstimmenden votierten für die Verfassungsänderung.

### Kabinett Päts
Im Oktober 1932 brach die Regierung Einbund auseinander. Hintergrund waren Auseinandersetzungen zwischen der Partei der vereinigten Landwirte und der Nationalen Zentrumspartei in Wirtschaftsfragen. Vor allem stritten sich die Koalitionspartner über die Abwertung der estnischen Krone, um estnische Produkte international wieder konkurrenzfähig werden zu lassen.
Konstantin Päts bildete am 1. November 1932 eine Koalition seiner Partei mit der Nationalen Zentrumspartei (Rahvuslik Keskerakond) sowie zwei Ministern der Estnischen Sozialistischen Arbeiterpartei (Eesti Sotsialistlik Tööliste Partei).
Die Regierung hielt nur bis Mai 1933. Wegen Meinungsverschiedenheiten in der Wirtschaftspolitik zog die Nationale Zentrumspartei ihre Minister aus dem Kabinett zurück.
Unterdessen kam die Republik immer mehr unter Druck der rechtsgerichteten außerparlamentarischen Opposition. Der rechtsextreme „Zentralbund der estnischen Freiheitskämpfer“ (Eesti Vabadussõjalaste Keskliit – EVKL, im Volksmund Vapsid genannt) gewann durch die Weltwirtschaftskrise und die Unzufriedenheit der Bevölkerung mit dem Parteienzwist immer mehr Anhänger hinzu. Der Bund und ihre Führer Andres Larka und Artur Sirk machten aus ihrer Verachtung gegenüber Pluralismus, Demokratie und Rechtsstaatlichkeit keinen Hehl.
Der „Zentralbund der estnischen Freiheitskämpfer“ forderte am 10. November 1932 eine neue, autoritäre Verfassung für das Land. Die Forderungen des Bunds sahen eine Verkleinerung des Parlaments von 100 auf 50 Abgeordnete vor. Das bisherige Verhältniswahlrecht sollte durch das Mehrheitswahlrecht ersetzt werden. Vor allem forderten die Vapsid einen starken Staatspräsidenten mit weitreichenden Befugnissen.
Am 22. November 1932 bildete der Riigikogu einen neuen Ausschuss für eine Verfassungsrevision. Einen Tag später legte die Nationale Zentrumspartei ihren neuen Gesetzesentwurf für ein neues Grundgesetz vor. Der Entwurf wurde am 14. Februar 1933 vom Parlament angenommen. Gleichzeitig lehnte der Riigikogu den Verfassungsentwurf der Vapsid ab.
Am 26. April 1933 brach die Regierung Päts auseinander. Die Minister der Nationalen Zentrumspartei hatten das Kabinett wegen Meinungsunterschieden in der Wirtschaftspolitik verlassen. Gleichzeitig brach auch der Zusammenschluss zwischen Päts’ Bunds der Landwirte und der kleinagrarischen Vereinigung der „Siedler, Kleinbauern und Staatspächter“ auseinander. Am 18. Mai 1933 verließen sechzehn Abgeordnete des Bunds der Landwirte die gemeinsame Fraktion und stellten ihre frühere Partei wieder her.

### Kabinett Tõnisson und zweites Verfassungsreferendum
Am 18. Mai 1933 gelang es dem Führer der Nationalen Zentrumspartei und Parlamentspräsidenten, Jaan Tõnisson, eine neue Regierung unter seiner Ägide zustande zu bringen. Die Zwei-Parteien-Koalition bestand aus der Nationalen Zentrumspartei und der Partei der „Siedler, Staatspächter und Kleinbauern“ (Asunikud, riigirentnikud ja väikepõllupidajad).
Am selben Tag wurde Karl Einbund zum neuen Parlamentspräsidenten gewählt.
Gleichzeitig verstärkte der rechtsextreme „Zentralbund der estnischen Freiheitskämpfer“ seine Agitation gegen die estnische Demokratie. Nach Protesten des Bunds am 1. Juni 1933 erließ der estnische Regierungschef einen fünfmonatigen Verteidigungszustand für die Stadt und den Landkreis Tartu. Einen Tag später verbot der estnische Innenminister die Organisationen des Zentralbunds im Kreis Tartu.
Daneben bemühte sich die Regierung um eine Revision der Verfassung, die mehr Stabilität für das politische System bringen sollte. Der vom Parlament am 14. Februar 1933 angenommene Verfassungsentwurf wurde vom 10. bis 12. Juni dem Volk zur Entscheidung vorgelegt. Er sah die Verlängerung der Wahlperiode von drei auf vier Jahre und eine stärkere Personenwahl vor. Estland sollte einen auf fünf Jahre gewählten Staatspräsidenten mit begrenztem Notverordnungsrecht erhalten. Auch die zweite Volksabstimmung zur Verfassungsreform scheiterte jedoch. 67,3 % stimmten gegen den Entwurf.
Mit zunehmender Agitation des „Zentralbunds der estnischen Freiheitskämpfer“ nach dem Referendum ging die Regierung immer stärker gegen die rechtsextreme außerparlamentarische Opposition vor. Am 11. August 1933 wurden alle Organisationen des Bunds verboten. Am selben Tag erließ die Regierung den nationalen Verteidigungszustand und führte die Vorzensur ein. Dies führte zu starken Protesten der gesamten estnischen Presse. Am 19. August 1933 beschlossen die estnischen Zeitungen einen Boykott der Regierung.

### Drittes Verfassungsreferendum und Ende der Regierung Tõnisson
In dieser politisch aufgeheizten Atmosphäre erreichte der „Zentralbund der estnischen Freiheitskämpfer“, dass ein drittes Referendum über eine neue Verfassung stattfinden sollte. Dieses Mal sollte der Verfassungsentwurf des Bunds zur Abstimmung gestellt werden.
Die Initiative war erfolgreich. In einer Volksabstimmung, die vom 14. bis 16. Oktober 1933 stattfand, nahm das estnische Volk die neue estnische Verfassung an, die weitgehend auf den Entwürfen der Vapsid beruhte. Die Zustimmung lag bei 72,7 %.
Die neue Verfassung sah die Einführung eines Präsidialsystems mit starken Vollmachten für einen direkt vom Volk gewählten Staatsältesten (Riigivanem) vor. Ihm sollte ein Ministerpräsident als Regierungschef zur Seite gestellt werden. Das Einkammer-Parlament sollte von 100 auf 50 Abgeordnete verkleinert werden, die erheblich weniger Kompetenzen als zuvor erhalten sollten.
Die Regierung Tõnisson hatte entschieden gegen den Verfassungsentwurf der Vapsid votiert, den sie als weitgehend undemokratisch ablehnte. Sie reichte aufgrund ihrer Niederlage am 17. Oktober 1933 den Rücktritt ein.

### Kabinett Päts
Am 21. Oktober 1933 bildete Konstantin Päts mit parlamentarischer Rückendeckung eine Übergangsregierung, die bis zu den durch die neue Verfassung vorgesehenen Neuwahlen von Staatsältestem und Parlament im Amt bleiben sollte. Sie bestand größtenteils aus Päts nahestehenden Experten.
Inzwischen hatte sich der „Zentralbund der estnischen Freiheitskämpfer“ in „Bund der estnischen Freiheitskämpfer“ (Eesti Vabadussõjalaste Liit – EVL) umbenannt. Am 28. Oktober 1933 wurde er als politische Partei registriert. Bei seinem Parteikongress ließ sich der Bund am 17. Dezember feiern. Bei den Kommunalwahlen im Januar 1934 konnte er erdrutschartige Erfolge verbuchen. In der estnischen Hauptstadt Tallinn erhielt er fast die Hälfte der Stimmen.
Am 24. Januar 1934 trat die neue Verfassung in Kraft. Bei den für Anfang 1934 anstehenden Wahlen auf nationaler Ebene war sich der Bund seines Erfolges sicher.

## Das Ende der Demokratie
Am 12. März 1934 riss Staats- und Regierungschef Päts mit Hilfe von Johan Laidoner und dem estnischen Militär in einem unblutigen Putsch die Macht an sich. Päts und Laidoner wollten damit einem sicher geglaubten Wahlsieg des „Bunds der estnischen Freiheitskämpfer“ bei den anstehenden Parlaments- und Staatsältestenwahlen zuvorkommen. Er nutzte dabei vordergründig die weitgehenden Vollmachten, die ihm nach der neuen Präsidialverfassung zustanden, um dem Putsch einen legalen Anstrich zu verleihen.
Die Regierung verhängte über das Land den Ausnahmezustand („Verteidigungszustand“) für sechs Monate. Am 16. März 1934 billigte das Parlament die Verhängung des Ausnahmezustands. Die Regierung ließ etwa vierhundert politische Gegner verhaften, zum allergrößten Teil Mitglieder des „Bundes der estnischen Freiheitskämpfer“. Politische Treffen und Demonstrationen wurden verboten. Die Mandate des „Bundes der estnischen Freiheitskämpfer“, der bei den Kommunalwahlen Ende 1933 große Erfolge verzeichnet hatte, wurden annulliert. Am 22. März 1934 wurde der Bund durch den Innenminister verboten. Die geplanten Wahlen wurden durch einen Erlass von Ministerpräsident Päts vom 19. März 1934 „bis zum Ende des Ausnahmezustands“ verschoben.
Staats- und Regierungschef Päts setzte mit seinem Staatsstreich die gültige Verfassung de facto außer Kraft. Er errichtete in den folgenden Monaten einen Polizeistaat, der sich vor allem auf Armee, Polizei und Inlandsgeheimdienst stützte. Am 7. September 1934 wurde der Ausnahmezustand um ein weiteres Jahr verlängert (dann jeweils in den Septembermonaten der Jahre 1935, 1936 und 1937 um weitere zwölf Monate).
Am 28. September 1934 kam das Parlament erneut zusammen. Es wählte Rudolf Penno zum neuen Parlamentspräsidenten. Gleichzeitig kritisierte das Parlament in seiner Sitzung vom 2. Oktober 1934 lautstark das politische Betätigungsverbot, das Innenminister Einbund erlassen hatte. Auf Druck der Regierung wurde das Parlament daher nach am 2. Oktober nicht mehr einberufen. Es wurde praktisch aufgelöst. Estland blieb damit de facto ohne Legislative. Regierungschef Päts regierte mit Erlassen, die Gesetzeskraft hatten.

## Verfassung von 1938
1935/36 plante Päts den Übergang von der Diktatur in geordnetere staatsrechtliche Verhältnisse. Eine von ihm initiierte Volksabstimmung über die Einberufung einer verfassungsgebenden Nationalversammlung (Rahvuskogu) fand vom 23. bis 25. Februar 1936 statt. Eine freie politische Auseinandersetzung war unter den herrschenden Verhältnissen allerdings nicht möglich. Das Ergebnis entsprach dem Willen der Regierung. 474.218 stimmten für die Einberufung des Rahvuskogu (62,4 %), 148.824 dagegen. 6175 Stimmen waren ungültig.
Der bikamerale Rahvuskogu tagte von Februar bis August 1937. Nach sechs Monaten Arbeit legte der Rahvuskogu im Juli 1937 eine neue Verfassung vor. Sie sah als Staatsoberhaupt einen Staatspräsidenten vor, der umfangreiche Vollmachten besaß. Er ernennt eine Regierung unter Führung des Ministerpräsidenten, die von seinem Vertrauen abhängig blieb. Estland erhielt ein bikamerales Parlament, dem aber nur geringe Rechte zustanden.
Die neue Verfassung war ganz auf Konstantin Päts und die Festigung seiner Herrschaft zugeschnitten. Eine Rückkehr zu Demokratie und Rechtsstaatlichkeit fand nicht statt. Das neue Grundgesetz wurde am 17. August 1937 von Päts unterzeichnet. Die Verfassung trat am 1. Januar 1938 in Kraft.
Am 31. Dezember 1937 um Mitternacht endete de jure durch den Erlass Nr. 290 von Konstantin Päts die fünfte Legislaturperiode des Riigikogu und die Mandatszeit der 1932 gewählten Abgeordneten.
Am 24. und 25. Februar 1938 fand unter der neuen Verfassung die Wahl zur Abgeordnetenkammer (Riigivolikogu) statt. Kurze Zeit später wurden die Mitglieder der zweiten Parlamentskammer, des Staatsrats (Riiginõukogu), ernannt.